# Иберија
Овај чланак говори о Пиринејском полуострву у доба античке Грчке. Ако сте тражили неко друго значење речи Иберија, погледајте Иберија (вишезначна одредница)
Иберија (стгрч. Ιβηρία [], лат. Iberia) је име под којим су стари Грци од давнина знали територију која се данас зове Пиринејско полуострво. Још је старогрчки историчар Херодот употребљавао овај топоним како би означио цело полуострво.

## Увод
Термин Иберија је искључиво грчки термин, као што је термин Хиспанија искључиво латински термин. Заменити термине шпански, иберијски или хиспански је грешка јер сваки од ова три термина носи са собом различитости епоха и амбијента у којима су настали. Порекло термина није са сигурношћу познато — могуће је да је настало од имена народа Ибера, међутим, исто тако је могуће да је народ добио име по територији коју је настањивао.
Упознавање Иберијског полуострва као географске целине је био веома спор процес. Удаљеност од културног центра античког доба је била веома велика, тако да није јасно какав су концепт могли да имају стари Грци и Феничани о географији полуострва. Оба народа су у оно време изражавала само економски интерес у односу на ову територију, што нас наводи на закључак да су можда познавали медитеранску обалу и понеки део у унутрашњости.
Историчари верују да су Феничани поседовали географске податке који су за њих били важни и да су чак постојали текстови који су садржали доста информација. Зна се да је у 1. веку мудри и учени краљ Мавретаније Јуба II имао огромну библиотеку која је садржала феничанске текстове и књижевност, и да је јеврејски географ Марино из Тира имао доста материјала на основу кога је саставио мапу света, мапу која је послужила у великој мери научнику Клаудију Птолемеју. Међутим, ни Грци ни Римљани нису много обраћали пажњу на ове списе тако да их нису ни сачували нити превели, што је један од разлога што су данас ти списи непознати.

## Иберија као топоним
У доба античко доба, термин Иберија нема географску вредност, већ искључиво етничку. Познато је да је било иберских племена на југу Монпељеа у 6. веку п. н. е. и да је у 5. веку п. н. е. Есхил писао да "Рона тече Иберијом".
Херодот, старогрчки историчар из 5. века п. н. е. у свом делу Историје употребљава реч Иберија као топоним како би означио полуострво. Пре тога, овај термин су користили Тартешани (лат. Tartessus) за дефинисање своје територије. Грчки свет у античко доба ово име везује за oikumene (грч. oιkoυμενη) то јест, „познати свет": на истоку, то је био Кавказ, на западу, Иберија.
Међутим, Страбон (64. п. н. е. — 24. н. е.) је Иберима такође називао и народ у данашњој Грузији, насељен на територији која се у оно време звала Кавкаска Иберија. Међутим, остаје тајна да ли постоји икаква веза између ова два народа или се ради само о случајности.
Верује се да је реч „ибер“ у ствари иберског порекла, и да су тако Ибери називали генерално реке. Тако се сигурно звала река која данас носи име Ебро, и која је задржала топоним као посебно име. Страбон у свом делу Географија описује све што се знало о Иберији у то доба, и каже да је у његово време граница познатог света била на Пиринејима.

## Географска обележја
Током V, IV y 3. века п. н. е. информације о Иберији су доста неодређене, и у неким случајевима, чак нетачне. Ови векови су такође векови када Грци нису толико путовали, али већ у 3. веку п. н. е. са римским освајањем кретање постаје олакшано и постаје сигурније путовати како морем тако и земљом. Осим тога, хеленски мудраци су у то доба почели да показују интересовање да науче и исправе могуће грешке из прошлости.
Кад су се Римљани искрцали на острво, под Иберијом се подразумевала целокупна медитеранска обала. Гибралтар је у то време био познат Грцима као Хераклеоус Стелаји (Heracleous Stelai ). Стелаји на грчком значи „стубови“ тако да су Римљани само превели на латински - Колумне Херкулис (Columnae Herculis) - Херкулови стубови. Грци су такође познавали Пиринеје, које су звали Пирене (Pyrene), мада су веровали да се протеже од севера ка југу.
Полибије је био грчки историчар из 2. века п. н. е. који је једно време живео на полуострву. Полибије каже: "Иберија је земља која се налази на Медитерану, и простире се од Хераклових стубова па на даље. Али земља која излази на спољно море, Атлантик, не носи то име, јер је скоро откривена."
Прва три трактата која су написана о географији Иберије написали су Мела (на латинском), Плиније Старији (на латинском) и Страбон (на грчком). Мела и Плиније, према Страбону, добро су познавали северну и североисточну обалу полуострва, за разлику од Страбона, који никад није био у Иберији. Све што је написао, базирало се на списима многобројних географа и историчара. Други извори су били милиција и људи из римске администрације. Његови текстови су можда мање научни што се тиче терминологије, али су забавнији. Осим тога, његови текстови су се најбоље очували до данашњих дана. Написао је трактат Географија чији је трећи том посвећен Иберији. У њему описује реке, планине, границе, обале, насеобине, градове, пољопривреду, културне карактеристике, морепловце и становнике Иберијског полуострва.
Такође је о Иберији писао и Клаудије Птолемеј, један век касније. У својим чувеним географским таблама нуди готово комплетну слику полуострва са свим својим топонимима.
Дела ова четири писца су основ свих знања из области географије о Иберијском полуострву у античко доба.